# Jenő Rittich
Jenő Rittich (Aradul Nou, 13 gennaio 1889 – Kelowna, 24 dicembre 1961) è stato un ginnasta ungherese.

## Palmarès

### Olimpiadi
- 1 medaglia:
  - 1 argento (Stoccolma 1912 nel concorso a squadre)